# (32734) Kryukov
(32734) Kryukov est un astéroïde de la ceinture principale.

## Description
(32734) Kryukov est un astéroïde de la ceinture principale. Il fut découvert le 1er septembre 1978 à Naoutchnyï par Nikolaï Tchernykh. Il présente une orbite caractérisée par un demi-grand axe de 3,21 UA, une excentricité de 0,15 et une inclinaison de 0,6° par rapport à l'écliptique.

## Compléments